# Droga wojewódzka nr 813
Droga wojewódzka nr 813 (DW813) – droga wojewódzka klasy G (główna) w województwie lubelskim o długości 94,467 km łącząca Międzyrzec Podlaski z Łęczną. 

## Charakterystyka trasy
Droga przebiega południkowo przez powiaty: bialski, radzyński, parczewski, lubartowski oraz łęczyński.
W Międzyrzecu Podlaskim na odcinku 290 metrów przebieg trasy jest rozdzielony pomiędzy jednokierunkowe ulice Narutowicza i Partyzantów.
W Parczewie na odcinku 180 metrów, wzdłuż ulicy 11 Listopada droga ma wspólny przebieg z drogą wojewódzką nr 815.
Wzdłuż drogi funkcjonuje 119 przystanków komunikacji publicznej.

## Parametry techniczne
Droga ma klasę G o przekroju jednojezdniowym, z dwoma pasami ruchu (po jednym w każdym kierunku). Szerokość jezdni wynosi 6 m.
Na całej długości trasa ma nawierzchnię z asfaltobetonu i dostosowana jest do nacisku 115 kN/oś.

## Zarządcy drogi
Zarządcami drogi są: Zarząd Dróg Wojewódzkich w Lublinie – Rejon DW Biała Podlaska (na odcinku przez powiat bialski) oraz Rejon DW Parczew (na odcinku Żelizna – Podzamcze).

## Miejscowości leżące przy trasie 813
- Międzyrzec Podlaski 19 S19 806
- Zahajki
- Drelów
- Kwasówka
- Żelizna
- Żulinki
- Komarówka Podlaska
- Rudno 63
- Kostry
- Parczew 815 819
- Laski
- Buradów
- Tyśmienica
- Babianka
- Jamy
- Ostrów Lubelski 821
- Kolechowice-Folwark
- Kolechowice
- Rozkopaczew
- Rudka Kijańska
- Zezulin
- Witaniów
- Podzamcze 820

## Historia numeracji:
Na przestrzeni lat trasa posiadała różne oznaczenia i klasyfikacje:
| Numer | Kategoria                                                                 | Przebieg                                                 | Lata obowiązywania | Źródło | Uwagi |
| ----- | ------------------------------------------------------------------------- | -------------------------------------------------------- | ------------------ | --- | ----- |
| L108  | Droga państwowa                                                           | Międzyrzec Podlaski – Parczew                            | 1952 – 14 II 1986  | Wojskowe mapy topograficzne 1:50 000 do miast Wohyń i Parczew – datowane na rok 1987 (według stanu na rok 1984).                            | –     |
| L119  | Droga państwowa                                                           | Buradów – Ostrów Lubelski                                | 1952 – 14 II 1986  | Wojskowa mapa topograficzna 1:50 000 do miasta Parczew – datowana na rok 1987 (według stanu na rok 1984).                                   | –     |
| 813   | • droga krajowa: 14 II 1986 – 31 XII 1998 • droga wojewódzka: od 1 I 1999 | Międzyrzec Podlaski – Parczew – Ostrów Lubelski – Łęczna | od 14 II 1986      | Uchwała nr 192 Rady Ministrów z dnia 2 grudnia 1985 r. w sprawie zaliczenia dróg do kategorii dróg krajowych (M.P. z 1986 r. nr 3, poz. 16) | –     |